# Список породних груп коней
Список породних груп коней

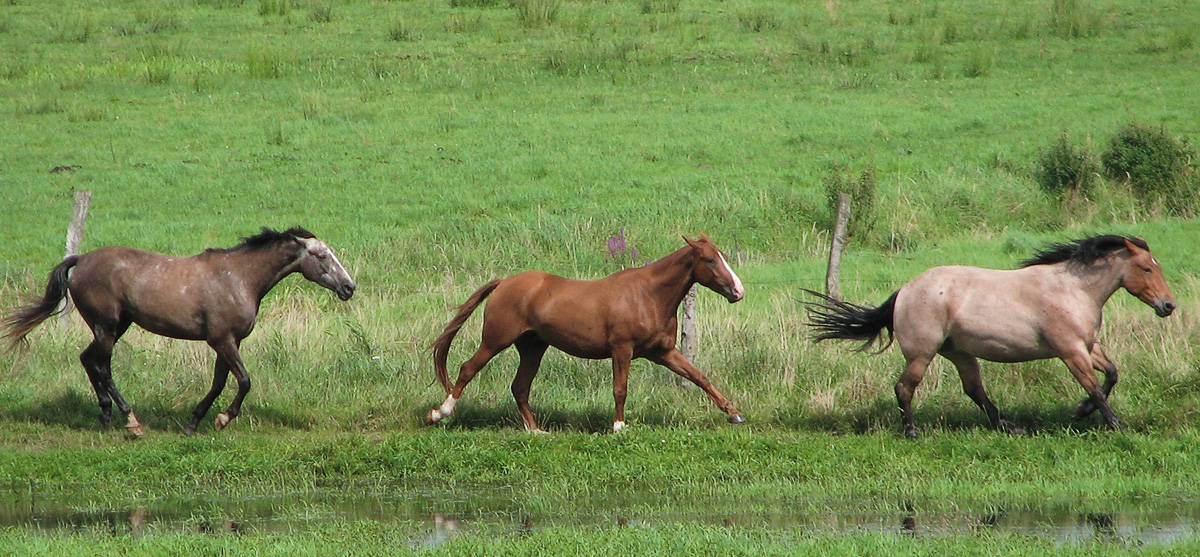

У цій статті наведено породні групи та реєстри коней, а також самі породи коней, відсортовані відповідно до основних мастей в них, представлені лише найпоширеніші та найвідоміші представники окремих мастей. Такий поділ є важливим для селекціонерів та конярів, оскільки існують породи, різниця в походженні, в родоводі яких є несуттєвою, а головною ознакою відбору для племінної книги є впізнаваний вигляд серед однакових за промірними позначками коней, найважливішою в такому випадку є масть коня. Перелічені також породи в яких є лише одна або декілька дозволених мастей, відокремити яких іноді видається важкою, а іноді і неможливою справою через генетичні особливості їх успадкування. 
Як приклад, за однакового походження американських квотерхорсів та пейнтхорсів, їх нащадків можуть відокремити лише через особливості зовнішнього вигляду, тобто рябих представників впишуть лише до племінної книги пейнтхорсів, а коней з мінімальною площею білих відмітин або без них — можуть вказати в обох реєстрах.

## Породні групи коней за найпоширенішими мастями

### Біла
- Камаргський, камаргу
- Марварійський, марварі
- Американський кремовий

### Ворона
- Кабардинський
- Кладрубський
- Мургез
- Ольденбурзький
- Першеронський ваговоз, першерон
- Фризький, фриз
- Шайрський, шайр

### Гніда
- Арабський, чистокровний арабський
- Великопольський
- Ганноверський
- Голландський, KWPN
- Клайдсдейлський, клейдесдаль
- Клівлендський гнідий, клевлендський
- Орловський рисистий, орловський рисак, орловець
- Стандартбредна, американська рисиста, або американський рисак
- Тракененський, тракен
- Український верховий, УВП
- Чистокровний верховий кінь, або англійський чистокровний

### Ірисова
- Ірландський упряжний, тінкер, циганський упряжний
- Ісландський
- Комтойський, комтуа
- Морган
- Скелястогірський, рокі-маунтін
- Шетландський, шетланд

### Кремовий тип мастей —солова,булана,ізабелова
- Американський кремовий
- Ахалтекінський, ахалтекінець, чистокровний ахалтекінський
- Білоруський упряжний
- Лузітанський, лузітано
- Морган
- Скелястогірський, рокі-маунтін
- Татарський
- Ірландський упряжний, тінкер, циганський упряжний
- Торійський, торі
- Український верховий, УВП

### Перлинна
- Андалузький, іспанський, PRE
- Лузітанський, лузітано
- Ірландський упряжний, тінкер, циганський упряжний

### Руда
- Арабський, чистокровний арабський
- Бельгійський робочий
- Будьонівський
- Гафлінгський, гафлінгер, хафлінгер
- Донський
- Новоолександрівський ваговоз
- Пінцгауський, норікер
- Торійський, торі
- Український верховий, УВП
- Фінський
- Чистокровний верховий кінь, або англійський чистокровний
- Шварцвальдський

### Ряба
- Великопольський
- Ісландський
- Клайдсдейлський, Клейдесдаль
- Креольський, креоло
- Пінтабіан
- Американський пейнтхорс
- Ірландський упряжний, тінкер, циганський упряжний
- Фалабелла
- Шетландський, шетланд

### Саврасий тип мастей— гнідо-савраса,каура,мишаста
- Ацтекський, ацтека
- Башкирський
- Білоруський упряжний
- Вятський
- Гуцульський, гуцулик
- Ісландський
- Камполіна
- Кігер-мустанг
- Кінь Пржевальського
- Монгольський
- Польський коник
- Соррая
- Фіордський, норвезький фіорд
- Якутський

### Сіра
- Андалузький, іспанський, PRE
- Арабський, чистокровний арабський
- Ахалтекінський, ахалтекінець, чистокровний ахалтекінський
- Булонський
- Камаргський, камаргу
- Кладрубський
- Ліпіцанський, ліпіцанер
- Лузітанський, лузітано
- Орловський рисистий, орловський рисак, орловець
- Першеронський ваговоз, першерон
- Шагія, шагія араб
- Якутський

### Чала
- Арденський, арден
- Новоолександрівський ваговоз

### Чубара
- Аппалуза
- Араппалуза, аралуза
- Кнабструпський, кнабструппер
- Пінцгауський, норікер
- Фалабелла
- Якутський

### Шампанська
- Американський верховий, седлбред
- Американський мініатюрний
- Американський пейнтхорс
- Квотерхорс
- Місурійський фокстроттер
- Теннессійський прогулянковий, теннессі